# Летняя (Архангельская область)
Летняя — деревня в Холмогорском районе Архангельской области.

## География
Находится в центральной части Архангельской области на расстоянии приблизительно 58 км на юг по прямой от административного центра района села Холмогоры на левом берегу реки Северная Двина.

## История
Уже в 1939 году отмечалась в составе Брин-Наволоцкого сельсовета Емецкого района. До 2022 года входила в Ракульское сельское поселение до его упразднения.

## Население
Численность населения: 2 человека (русские 100 %) в 2002 году, 0 в 2010.